# Tyrannochthonius rex
Espèce
Tyrannochthonius rex est une espèce de pseudoscorpions de la famille des Chthoniidae.

## Distribution
Cette espèce est endémique du Queensland en Australie,. Elle se rencontre dans la grotte Royal Arch Cave à Chillagoe.

## Description
Le mâle holotype mesure 2,09 mm, les femelles mesurent de 2,23 à 2,54 mm.

## Publication originale
- Harvey, 1989 : Two new cavernicolous chthoniids from Australia, with notes on the generic placement of the southwestern Pacific species attributed to the genera Paraliochthonius Beier and Morikawia Chamberlin (Pseudoscorpionida: Chthoniidae). Bulletin of the British Arachnological Society, vol. 8, no 1, p. 21-29 (texte intégral).